# دختری با چشم غیرمسلح
دختری با چشم غیرمسلح (به انگلیسی: The Girl from the Naked Eye) فیلمی محصول سال ۲۰۱۲ و به کارگردانی دیوید رن است. در این فیلم بازیگرانی همچون جیسون یی، دامینیک سوین، ساشا گری، رون یوآن، گری استرچ و ویلسون جرمین اردیا ایفای نقش کرده‌اند.